# Антипапа Теодорик
Теодорик (умро 1102.) је био противпапа Римокатоличке цркве у расколу познатом као Борба за инвеституру. На положају је наследио антипапу Климента III (Виберта из Равене).

## Биографија
Теодорика у изворима први пут срећемо 4. новембра 1084. године у документу свога претходника, где се потписује као кардинал-ђакон Свете Марије у Виа Лати. У писму од 29. јула 1099. године Климент убраја Теодорика међу кардинале који су анатемисали папу Гргура VII (умро 25. маја 1085. године) као јеретика, оптужујући га за симонију. 
Године 1098. кардинал Теодорик је боравио у Немачкој, као легат антипапе Климента.  Архиепископ Ротард од Мајнца не само да није признао легитимитет антипапе Климента, већ је отворено радио против цара Хенрика и његовог антипапе, окупљајући епископе Немачке да се састану на синоду у Мајнцу (1. децембар 1097).  Климент је неколико пута покушавао да непокорног архиепископа стави под контролу. Најпре је Ротарда позвао пред папски суд да одговори на оптужбе против симоније. Када је овај одбио да се појави, позвали су га Теодорик и још један епископ; а коначно га је позвао и ђакон Иго. Пошто се архиепископ није појавио, 29. јула 1099. године антипапа је ослободио становнике Мајнца подложности Ротарду и упозорио их на забрану која ће бити наметнута свакоме ко буде у контакту са њим. Теодорик је био сведок садржине антипапиног писма.  Он је 18. октобра 1099. године боравио у Тиволију, где је видео документ антипапе Климента у корист кардинала Романа од Сен Киријака. 
Легитимни папа Урбан II умро је 29. јула 1099. године, а његов наследник Паскал II изабран је у цркви Светог Климента 13. августа 1099. године. Посвећен је 14. августа 1099. године у Базилици Светог Петра. Антипапа Климент је протеран из Рима у исто време, те је умро 8. септембра 1100. године у Чивита Кастелани, неких 60 км северно од Рима. 
Према "Annales Romani", Климентови следбеници су се тајно састали у Риму, ноћу, у Базилици Светог Петра, где су изабрали и устоличили кардинала Теодорика, епископа Албана, који је можда узео име Силвестер III. Теодорик није смео да остане у граду. Приморан је да напусти Рим, како би потражио заштиту од цара Хенрика. Ухватили су га људи папе Паскала II и послали у Рим. Осуђен је и прогнан у манастир у Кава де Тирени у близини Салерна, где је приморан да се замонаши или да постане пустињак (према Житију папе Паскала II).
Умро је у Кави 1102. године у складу са подацима на епитафу у крипти манастира.  На касније постављеној плочи уписан је именом "Силвестер III". Ранији папа Силвестер III је у то време сматран антипапом. Теодориков наследник, антипапа Адалберт, изабран је 1101. или у фебруару/марту 1102. године. 